# أرنولد بيترز
أرنولد بيترز هو نقابي وسياسي كندي، ولد في 14 مايو 1922 في كندا، وتوفي في 17 سبتمبر 1996 في نفس البلد. حزبياً، نشط في Co-operative Commonwealth Federation ‏. وقد انتخب عضو مجلس العموم الكندي.